# TwitNoNukes
TwitNoNukes（ツイット・ノーニュークス ）とは首都圏反原発連合が呼びかけるデモなどをFacebookやTwitterで告知するなどの活動を行う集合体。首都圏反原発連合の一員である。
しんぶん赤旗では、東京都内での反原発デモの様子が報じられている。WEBRONZAによると、2011年の東日本大震災による福島第一原子力発電所事故が起きてから行われるようになっている活動であり、東京都内では2011年より各地で頻繁にこの活動が行われるようになっていることから都内の見慣れた風景となりつつある、と報じている。朝日新聞は、新手のデモが新たな表現手法を獲得しつつあると報じている。

## 書籍
2011年11月23日に河出書房新社よりTwitNoNukesが編者（@kdxn（野間易通）他）名義により「デモいこ!」という書籍が出版された。
- TwitNoNukes編『デモいこ!』河出書房新社 (2011/12/23) ISBN 978-4-309-24572-0

## 賛同者
- 中川敬 デモ参加[7]